# E10 (trasa europejska)
E10 – trasa europejska bezpośrednia wschód-zachód. E10 zaczyna się w Å w Norwegii, kończy się w Luleå w  Szwecji. Długość trasy wynosi ok. 880 km.

## Przebieg trasy
- Norwegia:
  - E10: Å – Svolvær – Fiskebøll
  - Przeprawa promowa
  - E10: Melbu – Sortland – Lødingen – Narwik
- Szwecja:
  - E10: Kiruna – Töre – Luleå

## Stary system numeracji
Do 1983 roku obowiązywał poprzedni system numeracji, według którego oznaczenie E10 dotyczyło trasy: Paryż – Bruksela – Haga – Amsterdam. Arteria E10 była wtedy zaliczana do kategorii „A”, w której znajdowały się główne trasy europejskie.

### Drogi w ciągu dawnej E10
Lista dróg opracowana na podstawie materiału źródłowego
| Francja  | - autostrada A1: Paris – Péronne - autostrada A2: Péronne – Cambrai – Denain – Valenciennes – granica z Belgią |
| Belgia   | - autostrada E10: granica z Francją – Jemappes – Mons – Gosselies - autostrada A54: Gosselies – Nivelles - Nivelles – Brussel (Bruxelles) - autostrada E10: Brussel (Bruxelles) – Vilvoorde – Mechelen – Antwerpen - autostrada E10: Antwerpen – granica z Holandią                                    |
| Holandia | - autostrada A16: granica z Belgią – Breda – Rotterdam - autostrada A20: Rotterdam - autostrada A13: Rotterdam – Den Haag - autostrada A4: Den Haag – Leiden – Amsterdam - autostrada A7: Amsterdam – Den Oever – Afsluitdijk – Harlingen - droga E10: Harlingen – Leeuwarden – Buitenpost – Groningen |

## Galeria

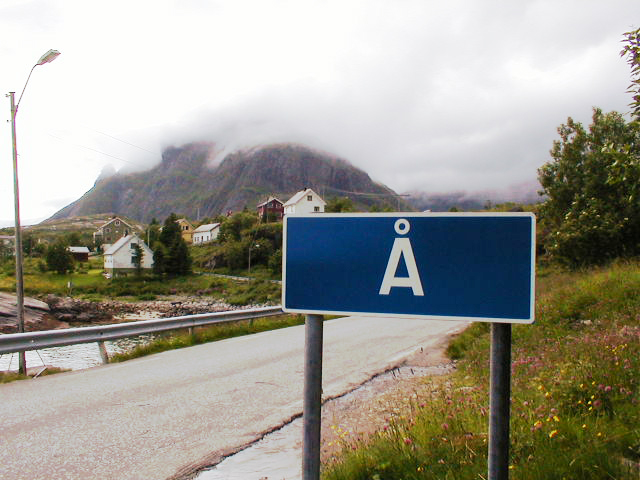
Początek E10 w Norwegii
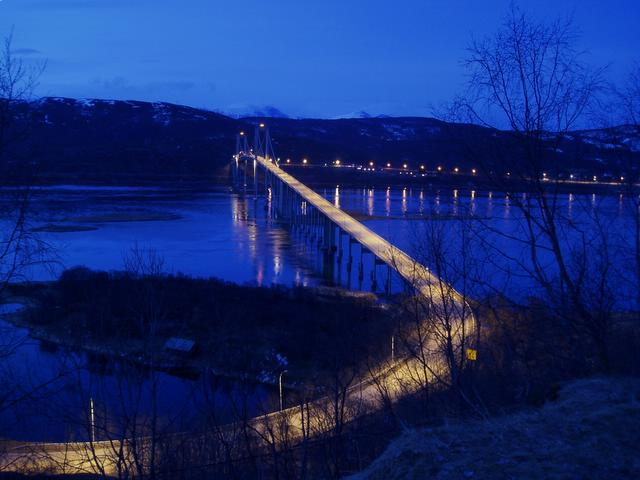
Most Tjeldsund w Norwegii
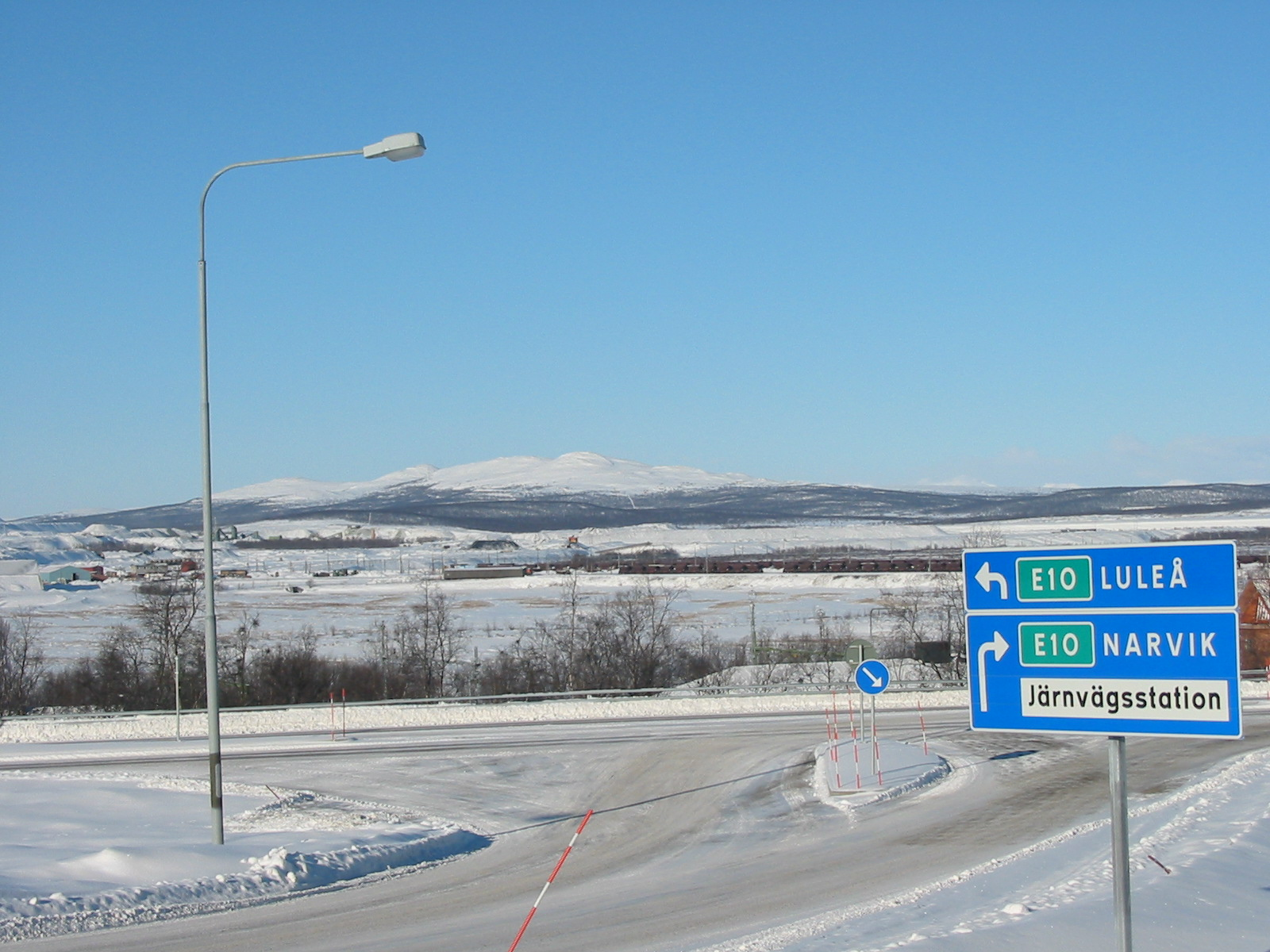
Okolice Kiruny w Szwecji